# Sirazhudin Magomédov
Sirazhudin Magomédov –en ruso, Сиражудин Магомедов– (10 de febrero de 1987) es un deportista ruso que compitió en judo. Ganó tres medallas en el Campeonato Europeo de Judo entre los años 2010 y 2012.

## Palmarés internacional
| Campeonato Europeo | Campeonato Europeo  | Campeonato Europeo | Campeonato Europeo |
| Año                | Lugar               | Medalla            | Categoría          |
| ------------------ | ------------------- | ------------------ | ------------------ |
| 2010               | Viena (Austria)     | Medalla de oro     | –81 kg             |
| 2011               | Estambul (Turquía)  | Medalla de bronce  | –81 kg             |
| 2012               | Cheliábinsk (Rusia) | Medalla de oro     | –81 kg             |